# Andreas Hanche-Olsen
Andreas Schjølberg Hanche-Olsen [ˈhɑŋkə ˈʊlsən] (* 17. Januar 1997 in Bodø) ist ein norwegischer Fußballspieler. Der Innenverteidiger steht beim deutschen Bundesligisten 1. FSV Mainz 05 unter Vertrag und gehört zum Kader der norwegischen Nationalmannschaft.

## Familie
Hanche-Olsen wurde in Bodø im Norden Norwegens geboren. Er hat zwei Brüder; sein Vater Terje Peder Hanche-Olsen ist Arzt. Andreas wuchs in der Nähe des Nadderud-Stadions des Fußballvereins Stabæk Fotball in Bærum nahe Oslo auf. 
Als Kind wohnte er mit der Familie für zwei Jahre in Botswana im südlichen Afrika, als sein Vater dort beruflich beschäftigt war. Er begann in Botswana mit Schwimmsport und wurde Landesmeister im Brustschwimmen in der Altersklasse U-10. Als Kind spielte er auch Handball und Bandy. Nach der Rückkehr nach Norwegen konzentrierte sich sein Interesse auf den Fußball.

## Karriere

### Vereine
Hanche-Olsen begann in Bærum bei Øvrevoll Hosle IL mit dem Fußballspielen und wechselte später zu Stabæk Fotball. Im Juli 2016 gab er im Alter von 19 Jahren sein Debüt für dessen Profimannschaft in der ersten norwegischen Liga, der Eliteserie, und kam in der Spielzeit 2016 zu insgesamt 13 Einsätzen. Ab der Spielzeit 2017 war er Stammspieler in der Defensive von Stabæk IF und ab 2018 Mannschaftskapitän. Sein Vertrag lief bis 2022; insgesamt spielte er 124-mal in der Eliteserie für den Verein.
Am 5. Oktober 2020, dem letzten Tag des Sommertransferfensters, wechselte Hanche-Olsen nach Belgien zur KAA Gent. In Gent unterschrieb er einen Vertrag über zwei Jahre mit Option auf eine Verlängerung um ein weiteres Jahr. In seiner ersten Saison in der belgischen ersten Liga kam er in der regulären Saison 2020/21 sowie in den Play-offs zu insgesamt 31 von 32 möglichen Partien und stand in jedem Spiel in der Startformation. Mit der KAA Gent schied er nach der Gruppenphase der Europa League 2020/21 aus, dabei war Hanche-Olsen in fünf von sechs Gruppenspielen zum Einsatz gekommen. Er gewann mit der Mannschaft den belgischen Pokal 2022. Im Oktober 2022 verletzte er sich an der Schulter und kam seitdem nicht mehr für die KAA zum Einsatz. Insgesamt absolvierte er 107 Pflichtspiele für den Verein.
Nachdem ein Wechsel schon zu Beginn der Saison 2022/23 angedacht worden war, schloss Hanche-Olsen sich Mitte Januar 2023 dem deutschen Bundesligisten 1. FSV Mainz 05 an. Bei den Mainzern war er unter Trainer Bo Svensson in der Rückrunde der Bundesliga Stammspieler in der Abwehr-Dreierkette und verpasste nur ein Ligaspiel am vorletzten Spieltag wegen einer Gelbsperre. 
Hanche-Olsen verletzte sich im letzten Testspiel der Vorbereitung zur Saison 2023/24 am Sprunggelenk. Er kam am zweiten und dritten Bundesliga-Spieltag noch zu Kurzeinsätzen, musste dann aber operiert werden. Er fiel bis Anfang Februar 2024 aus. Insgesamt kam er in der Saison 2023/24 in 15 Ligaspielen zum Einsatz.
Sein Vertrag läuft bis 2028.

### Nationalmannschaft
Im Jahr 2013 absolvierte Hanche-Olsen acht Partien für die norwegische U-16-Nationalmannschaft, 2017 und 2018 kam er zwölfmal für die U-21-Auswahl zum Einsatz. 
Seit November 2020 spielt er für die A-Nationalmannschaft. Mit dem Team verpasste er die Qualifikation für die Fußball-Weltmeisterschaft 2022.